# Уварово (Краснинский район)
Уварово — деревня в Краснинском районе Смоленской области России. Входит в состав Маньковского сельского поселения. Население — 54 жителя (2007 год). 
Расположена в западной части области в 1 км к востоку от Красного, в 2 км южнее автодороги Р135 (Смоленск - Красный - Гусино), на берегу реки Лосвинка. В 19 км северо-западнее деревни расположена железнодорожная станция Гусино на линии Москва — Минск. 

## История
В годы Великой Отечественной войны деревня была оккупирована гитлеровскими войсками в июле 1941 года, освобождена в сентябре 1943 года.